# Epiplema rectimarginata
Epiplema rectimarginata är en fjärilsart som beskrevs av George Francis Hampson 1902. Epiplema rectimarginata ingår i släktet Epiplema och familjen Uraniidae. Inga underarter finns listade i Catalogue of Life.